# 秋田市立浜田小学校
秋田市立浜田小学校（あきたしりつ はまだしょうがっこう）は、秋田県秋田市浜田にある公立小学校。学校区は、主に日本海沿岸地域となっている。
「浜清掃」などの活動を継続し独自の体験活動が充実している。

## 概要
1874年創設の伝統校で、中村、滝ノ下、内浜田などを学区とする。秋田市内で最も海に近い小学校で、日本海と大森山公園のある自然豊かな地域である。
浜田地区出身の児童は秋田市立秋田西中学校に進学する。
秋田市立豊岩小学校、秋田市立下浜小学校と統合に向けた協議を進めている。
- 敷地面積：22,185m2
- 校舎面積：2,668m2
- 屋内運動場面積：729m2
- 屋外運動場面積: m2

## 教育目標
- かしこく　ゆたかに　たくましく
  - はきはきはなすはまだっ子
  - ますますがんばるはまだっ子
  - だれとでもなかよしはまだっ子

## 沿革
以下、注釈の無い項目は学校の公式サイトの情報によるもの。
- 1874年　民家を借り受け、滝ノ下小学校と称する
- 1882年　日新小学校滝ノ下分校と改称
- 1885年　新築校舎竣工、日新小学校滝ノ下分教室となる
- 1889年　浜田簡易小学校と改称
- 1892年　浜田尋常小学校と改称
- 1899年　浜田字自在山に移転
- 1907年　大森山に松樹一万本を植樹
- 1933年　学校給食開始
- 1936年　校章制定
- 1941年　秋田県河辺郡浜田村立浜田国民学校と改称
- 1947年　秋田県河辺郡浜田村立浜田小学校と改称
- 1954年　秋田市立浜田小学校と改称
- 1959年　校歌制定
- 1968年　観察池完成
- 1974年　齋藤憲三顕彰会研究賞受賞、プール竣工
- 1975年　ソニー理科教育振興資金論文優良校
- 1991年　花壇コンクール全国優良賞・県特別優秀賞
- 1993年　コンピュータ学習開始
- 1997年　花いっぱいコンクール運輸大臣賞
- 2011年　浜田音頭完成
- 2013年　海事関係功労者表彰「東北地方整備局長表彰」受賞
- 2024年　創立１５０周年、　海事関係功労者表彰「国土交通大臣表彰」受賞

## 校章
- 学校要覧のページを参照。

## 校歌
- 学校要覧のページを参照。
  - 中川正男作詞、　谷信悦作曲

## スポーツ少年団
- 野球
- バスケットボール女子[3]

## 主な進学先
- 秋田市立秋田西中学校

## 最寄駅
- 新屋駅
- 桂根駅

## アクセス
- 秋田中央トランスポート 秋田市マイタウン・バス西部線浜田コースまたは浜田経由下浜コース　浜田小学校前下車

## 著名出身者
- 谷藤正三 (建設官僚)

## 学区内周辺

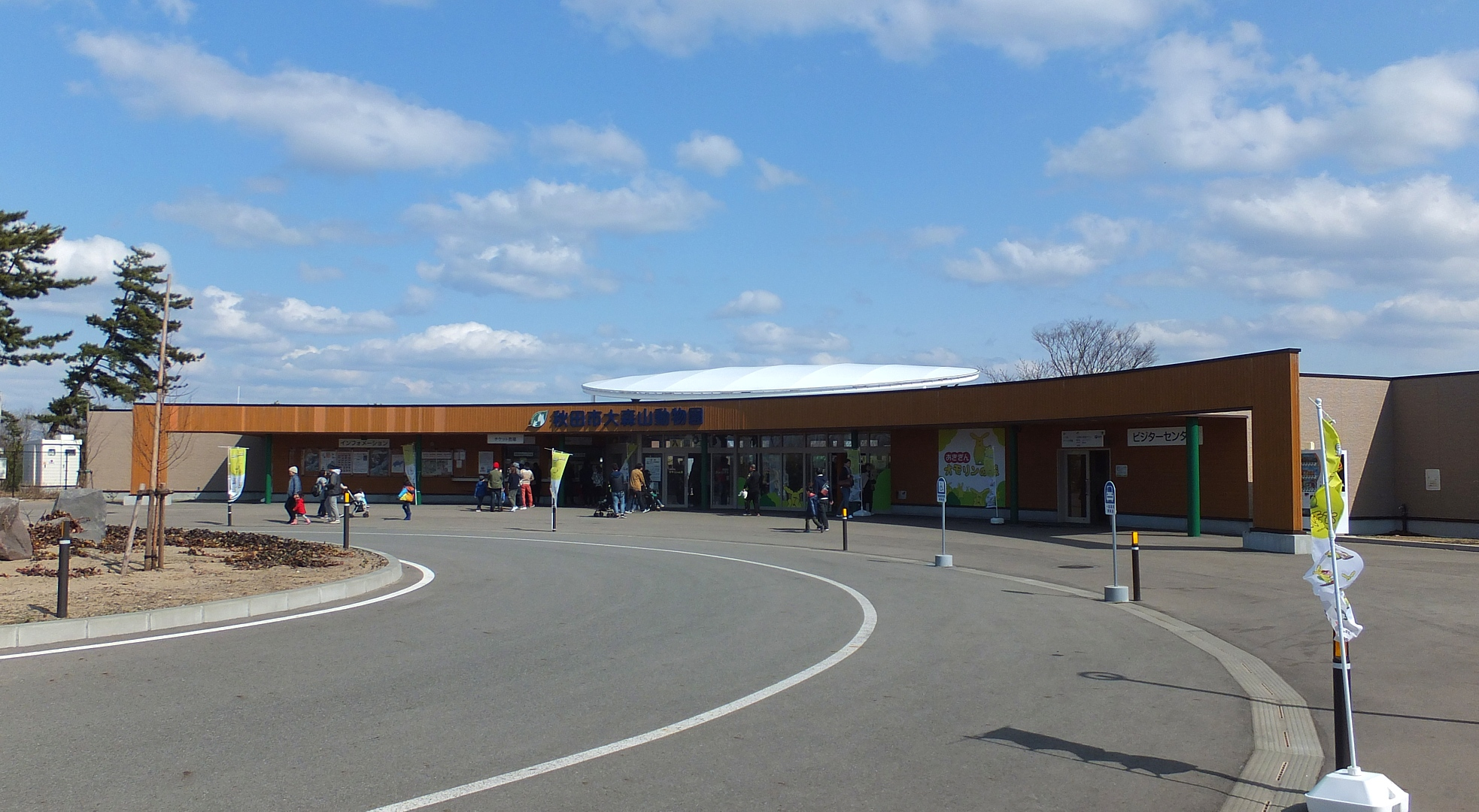
秋田市大森山動物園
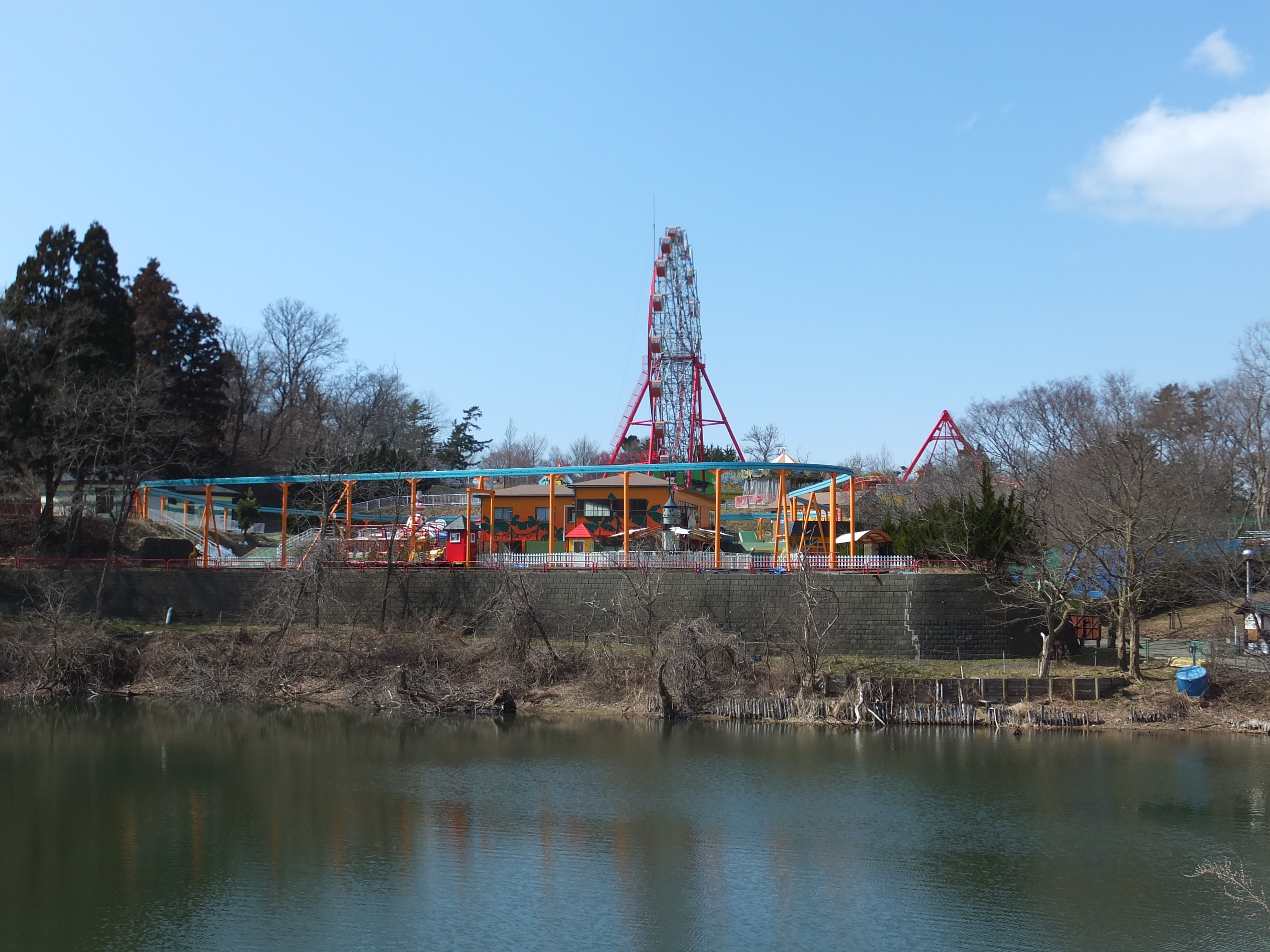
アニパ遊園地

## ギャラリー

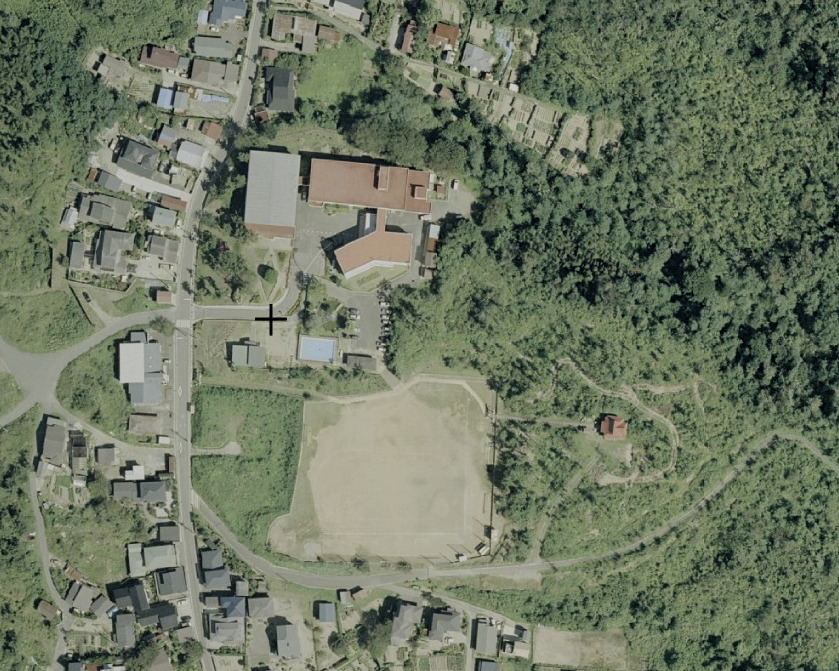
2009年撮影の浜田小